# Oecobius isolatoides
Oecobius isolatoides är en spindelart som beskrevs av Shear 1970. Oecobius isolatoides ingår i släktet Oecobius och familjen Oecobiidae. Inga underarter finns listade i Catalogue of Life.